# 中郷サービスエリア
中郷サービスエリア（なかごうサービスエリア）は、茨城県北茨城市中郷町日棚にある、常磐自動車道のサービスエリア。
レストランやインフォメーションは開業当時から設置されておらず、通常のパーキングエリアの施設にガソリンスタンドが追加された構成となっている。2010年3月25日にリニューアルオープンした。

## 施設

### 上り線（水戸・東京方面）
- 駐車場
  - 大型 23台
  - 小型 50台
- トイレ
  - 男性　大3（和式1・洋式2）・小7
  - 女性　10（和式2・洋式8）
  - 車椅子用　1
- ガソリンスタンド（ENEOS（セキショウカーライフ）、24時間）
  - 以前は(株)JOMOネット北関東(JOMO)が運営していた。
  - この先、友部JCTから北関東道を利用し水戸南・東水戸道路方面へ向かう場合及び北関東道経由で茨城町JCTから東関東道へ進入する場合、このエリアが最終の給油施設となる。
- 給電スタンド（24時間）
- スナック（7:00-21:00）
- ショッピング（7:00-21:00）
- 自動販売機

### 下り線（いわき・仙台方面）
- 駐車場
  - 大型 23台
  - 小型 50台
- トイレ
  - 男性　大3（和式1・洋式2）・小7
  - 女性　10（和式2・洋式8）
  - 車椅子用　1
- ガソリンスタンド（出光興産（東日本宇佐美）、24時間）　
  - 以前は根本通商(株)(コスモ石油)→(株)ネクセリア東日本→出光リテール販売(株)→ネクセリア東日本(株)が運営していた。
  - 相馬・仙台方面へ向かう場合、次に給油施設があるのは約120km先の南相馬鹿島SAとなる。磐越道方面へ向かう場合は、約80km先の阿武隈高原SAとなる。ただし、阿武隈高原SAの給油施設は24時間営業ではないため、夜間はその先の磐越道磐梯山SA（約145km先）、東北道下り安達太良SA（約115km先）、東北道上り安積PA（約125km先）までない。
- 給電スタンド（24時間）
- スナック（7:00-21:00）
- ショッピング（7:00-21:00）
- 自動販売機

## 隣
E6 常磐自動車道
(13)高萩IC - 中郷SA - (14)北茨城IC